# サイレンサー/破壊部隊
『サイレンサー/破壊部隊』（サイレンサーはかいぶたい、英: The Wrecking Crew）は、1968年のアメリカ映画。ディーン・マーティン主演による「サイレンサーシリーズ」の第4弾にして最終作。配給はコロンビア ピクチャーズ。
ドナルド・ハミルトンの小説マット・ヘルシリーズの一本を映画化した作品。
当初は5作目となる「The Ravagers」が制作される予定だったが、映画の公開から6か月後、本作で共演したシャロン・テートが殺害されたことにマーティンがショックを受けたことがきっかけとなり、プロジェクトは立ち消えとなった。
本作には武術指導としてブルース・リーが参加している。また、チャック・ノリスの映画デビュー作である。

## ストーリー
デンマークの列車から50億ドル分の金塊が盗まれる事件が発生した。
ICEのチーフであるマクドナルドの指令を受け、マットはコペンハーゲンへ行く。
彼は観光ガイドを自称するフレヤという美女とともに強盗の指揮者とされるコンチーニ伯爵の元へ行くも捕らえられ、何とか逃げ出す。
ユー・ランという女が率いる集団や伯爵とつながりのあるリンカと渡り合う中、フレヤの正体がイギリスのスパイであることが判明する。
そして、マクドナルドとマット、そしてフレヤの三人はユー・ランによってとらえられる。そのすきに、ユー・ランの一味は隠していた金塊を回収して逃走を図る。脱出に成功したマットたちはフレヤとともにコンチーニ伯爵と対決する。

## キャスト
| 役名           | 俳優                 | 日本語吹替                                      |
| 役名           | 俳優                 | 日本テレビ版                                    |
| -------------- | -------------------- | ----------------------------------------------- |
| マット・ヘルム | ディーン・マーティン | 宝田明                                          |
| リンカ         | エルケ・ソマー       | 二階堂有希子                                    |
| フレイヤ       | シャロン・テート     | 北島マヤ                                        |
| ユーラン       | ナンシー・クワン     | 此島愛子                                        |
| コンティーニ   | ナイジェル・グリーン | 千葉耕市                                        |
| ローラ         | ティナ・ルイーズ     | 渡辺典子                                        |
| マクドナルド   | ジョン・ラーチ       | 宮川洋一                                        |
| 不明 その他    |                      | 北村弘一 峰恵研 仲木隆司 田口昂 小関一 池水通洋 |
|                |                      |                                                 |
| 演出           | 演出                 | 加藤敏                                          |
| 翻訳           | 翻訳                 | 木原たけし                                      |
| 効果           |                      |                                                 |
| 調整           | 調整                 | 平野富夫                                        |
| 制作           | 制作                 | 東北新社                                        |
| 解説           | 解説                 | 水野晴郎                                        |
| 初回放送       | 初回放送             | 1976年1月17日 『水曜ロードショー』              |

## スタッフ
- 監督：フィル・カールソン
- 脚本：ウィリアム・マッギヴァーン
- 原作：ドナルド・ハミルトン
- 製作：アービング・アレン
- 撮影：サム・リーヴィット、フランク・トールマン
- 音楽：ヒューゴ・モンテネグロ